# Giuseppe Maria Pisani (1927-2016)
Giuseppe Maria Pisani (Serra San Bruno, 28 febbraio 1927 – Soverato, 14 marzo 2016) è stato uno scultore italiano.

## Biografia
Giuseppe Maria Pisani (Serra San Bruno, 1927 - Soverato, 2016) iniziò giovanissimo la sua attività artistica seguendo l'esempio del nonno Giuseppe Maria Pisani (1851 – 1923), allievo di Domenico Morelli all’Accademia di Belle Arti di Napoli. Nei suoi anni giovanili ha avuto modo di affinare le tecniche del carboncino, della sanguigna e della matita, sulla base dei modelli della ritrattistica classica mentre negli anni di formazione ha guardato molto anche a Salvatore Pisani (1859 – 1920) scultore attivo in Lombardia, conosciuto attraverso le carte di famiglia e le fotografie originali delle sue opere conservate nella casa paterna. La sua ricerca artistica giovanile si indirizzò presto verso lo studio delle tecniche artigiane più diffuse a Serra San Bruno, dove, sulla base delle conoscenze acquisite, realizzò, nel 1951, il progetto per la scalinata di Santa Maria del Bosco, eseguito in pietra granitica locale e, nel 1953, i disegni per l’artistica cancellata in ferro battuto del monumento ai caduti.
Gli anni cinquanta furono scanditi dalla scoperta dei temi sociali: in moltissimi disegni, realizzati estemporaneamente, riuscì a raccontare una Calabria fortemente caratterizzata dalla semplicità della vita quotidiana e dal lavoro, con particolare riferimento ad una infanzia precocemente esposta alle difficoltà della vita.
Si fece notare, nel 1954, per la prima scultura realizzata in bronzo per la Certosa, una Madonna Immacolata, oggi collocata all'esterno del museo e, soprattutto, nel 1958, per un bassorilievo, anch'esso in bronzo, "Calvario di uomini", oggi collocato nel cimitero monumentale di Brescia, sulla tomba del cugino Costantino Penna. Il bronzo, giudicato da una commissione artistica, fu esposto a Bologna, dove fu subito notato.
Alla fine degli anni cinquanta, Corrado Cagli visitò lo studio di Giuseppe Maria Pisani a Serra San Bruno, rimanendone colpito. La stima di Cagli e la successiva conoscenza di Mirko Basaldella influenzarono la sua ricerca estetica modificandone il verismo accademico giovanile e trasformandone la formazione in tono contemporaneo. Affascinato, inoltre, dalla scultura neorealista, vissuta in chiave classica, di Mazzacurati, Giacomo Manzù e Francesco Messina ne seguì le orme realizzando busti e monumenti in bronzo caratterizzati da una rigorosa ricerca anatomica, reinterpretando e personalizzando ogni spunto tratto dal reale.
La sua scultura fu tesa, negli anni sessanta, al superamento di un primo momento classico con una modellazione senza ripensamenti, ma caratterizzata dalle tante applicazioni di argilla sulla superficie. È del 1961 la porta di bronzo della Chiesa dell’Addolorata di Serra San Bruno, la prima realizzata in Calabria, in cui i temi iconografici classici dei Sette dolori di Maria appaiono rivisitati in chiave moderna senza collidere con le linee tardobarocche della chiesa che, come ebbe a scrivere il pioniere dei critici d’arte calabresi, Alfonso Frangipane, appare, anzi, completata: “A Serra San Bruno: La porta bronzea della chiesa dell'Addolorata. ...La porta è stata collocata dopo molti anni, opera di un altro artista serrese, che risiede nel paese nativo. Le due valve decorativamente armonizzano con le linee della facciata, in ridondanza di stile, con fitte composizioni nei bassorilievi della Passione di Cristo ispirati al pittoricismo rinascimentale. Giuseppe Maria Pisani è del ramo genuino della famiglia, che ha modellato ed intarsiato in marmi pregiati e in granito, ma questa volta ha fuso il suo lavoro di grandi dimensioni a Napoli, nella fonderia Laganà. La sua cultura artistica, la grande passione ha dimostrato in patria, recentemente nella indagine sulla presenza in Calabria del Renoir, di cui scoprì l'affresco a Capistrano, restaurandolo e salvandolo, per come era possibile, con le sue mani. Nello studio di G. M. Pisani si è rinnovata, e con un bronzo, opera egregia, una valida tradizione calabrese”.
Altre importanti realizzazioni di questi anni sono il busto del musicista Riccardo Zandonai (1960) destinata al Convento del Beato Sante di Pesaro che non fu mai fusa in bronzo, in cui, al di là di ogni verismo descrittivo, se ne percepisce l’ispirazione per il fremere del modellato; la scultura "Ut unum sint", esposta nel 1963, in occasione della morte di Papa Giovanni XXIII, presso la galleria d'arte "Lo sprone" di Firenze e il bassorilievo raffigurante "L’evoluzione della tecnica nel campo geodetico", con il quale risultò vincitore di un concorso nazionale di scultura, nel 1967. Il bassorilievo, che raffigura un uomo anatomico, proteso verso l’alto, a ricevere il mandato divino, ricco di simboli-icone della moderna tecnologia, campeggia in bronzo nella piazza del Municipio a Vibo Valentia, sulla facciata dell’Istituto Tecnico Commerciale "Galileo Galilei".
Una statua raffigurante San Bruno fu realizzata nel 1979 per l’altare maggiore della chiesa di Santa Chiara a Toronto, commissionata dalla comunità italiana in Canada e due bassorilievi in marmo raffiguranti "San Girolamo" e "Giovanni XXIII" furono scolpiti nel 1978 per la Chiesa dell'Assunta di Serra San Bruno. È del 1983, un altorilievo, oggi posto nel cimitero di Soverato, sulla facciata della cappella del dirigente della nazionale italiana di calcio Gigi Peronace, in cui ogni frammento vibra, nei piani larghi e distesi, per effetto della luce che rende le immagini mobili e mutevoli, facendo esplodere uno stadio affollato di tifosi.
Nel 1991 realizzò per il IX centenario della fondazione della Certosa calabrese, un bronzo alto quasi due metri, il monumento a San Bruno, oggi collocato nella piazza del municipio a Serra. Durante le fasi della realizzazione, presso la Fonderia artistica Battaglia di Milano, ammirò l’opera Francesco Messina, definendola "capolavoro di sintesi". Ancora nel 1993, scolpì per la tomba Calabretta del Cimitero di Serra San Bruno, una “Pietà” dalla concezione nuova: non l’iconografia tradizionale del Cristo tra le braccia della Madre, ma la Madonna che si fa Croce, prendendo su di sé i destini di una umanità sofferente, e avvolgendo, nel contempo, con il suo corpo etereo, il Figlio, come in un sudario. Successivamente sarà il busto di bronzo di Mattia Preti, collocato nella sala dedicata al “Cavaliere Calabrese” del Museum of Fine Arts di Valletta, a Malta, ad inaugurare una nuova serie di ritratti che marcano la sua intensa vocazione figurativa mai disgiunta dalla ricerca psicologica. Seguì il busto di Antonello Gagini, realizzato per la città di Soverato, che conserva una celebre "Pietà" firmata dall’artista siciliano nel 1520, e quello del poeta vernacolare "mastro Bruno Pelaggi" collocato nel cortile del Palazzo Chimirri di Serra San Bruno.

## La Gipsoteca Giuseppe Maria Pisani
Dal settembre 2024 gli eredi dell'artista hanno aperto a Serra San Bruno la gipsoteca a lui dedicata. All'interno vi si possono ammirare i gessi di tante sculture, molti dei quali sono stati tradotti in bronzo e collocati nelle piazze, nelle chiese o nei cimiteri di molte città italiane ed estere. Alcune di esse hanno cambiato, nel corso del tempo, l’aspetto di Serra San Bruno, come la porta di bronzo della chiesa dell'Addolorata, cronologicamente la prima della Calabria, i medaglioni marmorei raffiguranti San Girolamo e Giovanni XXIII collocati nella chiesa dell’Assunta, la statua raffigurante San Bruno posta davanti al municipio o l'Immacolata situata nel cortile del Museo della Certosa. Vi sono custoditi inoltre numerosi ritratti, busti di uomini illustri, monumenti di arte sacra, quadri a pastello, disegni e progetti di opere in granito, legno e ferro battuto, come la cancellata del monumento ai caduti o la scalinata di Santa Maria del Bosco. In una sala è stato ricostruito il laboratorio dello scultore che riunisce tutti i suoi strumenti di lavoroː tavolozze, pennelli, mazzuoli, scalpelli, sgorbie, colori, pennini, compassi, cavalletti e molto altro.